# Basavanapalya, Magadi
Basavanapalya là một làng thuộc tehsil Magadi, huyện Ramanagara, bang Karnataka, Ấn Độ.